# Goldman Sachs
El Grup Goldman Sachs (The Goldman Sachs Group, Inc), o simplement Goldman Sachs (GS), és un dels grups de banca d'inversió i valors més grans del món. Va ser fundat el 1869. Goldman Sachs actua com un assessor financer per a algunes de les companyies més importants, grans governs i riques famílies del món, és enllaç primari en el mercat de seguretat del Tresor dels Estats Units; ofereix als seus clients assessoria en inversions i adquisició, proveeix serveis d'acceptació, inversió en comerç de propietats, inversió privada i fa servir la riquesa de persones o famílies influents del món. Té múltiples oficines de gran importància financera en centres com Nova York, Chicago, Los Angeles, San Francisco, Frankfurt del Main, Zúric, París, Londres, Phoenix, Singapur, Ciutat de Mèxic, Salt Lake City, Milà, Melbourne, Tòquio, Moscou i Toronto. Entre els seus anteriors empleats estan tres secretaris del Tresor dels Estats Units, inclòs Henry Paulson, que va servir sota Bill Clinton i George W. Bush, Fischer Black, autor de la fórmula de Black-Scholes (el treball va rebre el premi Nobel d'economia), Romano Prodi, dues vegades Primer Ministre d'Itàlia i President de la Comissió Europea, i l'actual president del Banc Central Europeu, Mario Draghi.
Durant la crisi financera dels Estats Units del 2008 i davant la possibilitat d'afrontar la fallida, el 21 de setembre de 2008, Goldman Sachs va rebre autorització de la Reserva Federal per deixar de ser un banc d'inversió i esdevenir un banc comercial.

## Història

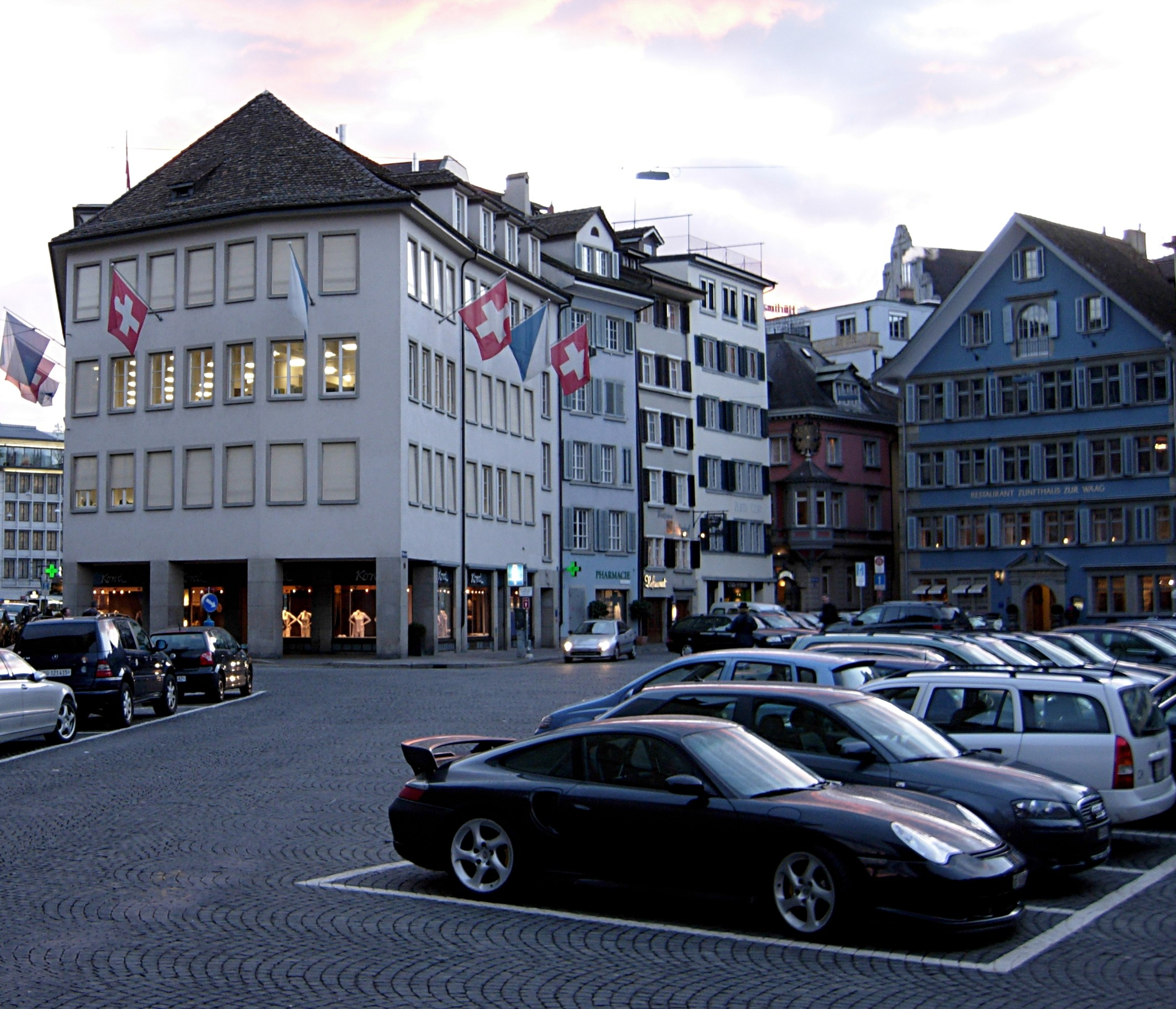
Oficines del Grup Econòmic Goldman Sachs a Fraumünsterplatz, Zúric (l'edifici il·luminat de l'esquerra)

El grup Goldman Sachs va ser fundat el 1869 per Marcus Goldman. i té la seu principal al Baix Manhattan de Nova York, 200 West Street.
La companyia es va donar a conèixer com a pionera en l'emissió de lletres de canvi no garantides per a empresaris i va ser convidada a unir-se a la New York Stock Exchange el 1896. Va ser durant aquest temps que el gendre de Goldman, Samuel Sachs, es va unir a la signatura, el que va motivar el canvi de nom per "Goldman Sachs".
A principis del segle xx Goldman va tenir un paper principal en l'establiment de les ofertes públiques de venda (OPV) en el mercat. Va arribar a manejar la més gran OPV de l'època, aquella de Sears, Roebuck and Company el 1906. Va arribar a ser també una de les primeres companyies a reclutar aquells amb Mestratge en Administració de Negocis (MBA) de les principals escoles d'economia i aquesta pràctica continua en l'actualitat.
El 1929 va llançar Goldman Sachs Trading Corp, alguna cosa proper a un Fons comú d'inversió.

### Paper de Goldman Sachs durant la crisi de 2008
Enmig de la crisi financera dels Estats Units del 2008 i davant la possibilitat d'afrontar la fallida, el 21 de setembre de 2008, Goldman Sachs va rebre autorització de la Reserva Federal per deixar de ser un banc d'inversió i esdevenir un banc comercial. L'endemà juntament amb l'altre més gran banc d'inversió, Morgan Stanley, Goldman Sachs va confirmar que havia arribat al final l'era dels grans bancs d'inversió de Wall Street.
L'any 2008, Goldman Sachs va rebre 10.000 milions de dòlars del programa TARP. A causa de les restriccions incloses en el programa, la companyia ha tingut restriccions pel que fa a les remuneracions als seus empleats. Segons Lloyd Blankfein, el president de la firma, va dir que limitaria la capacitat de competir tant als Estats Units com a l'estranger. El dilluns 12, Goldman va declarar que recaptaria 5.000 milions de dòlars mitjançant la venda de noves accions comunes als inversors, el banc va declarar a més un guany net trimestral de 1 810.000.000 dòlars.
El 16 d'abril de 2010 la Comissió del Mercat de Valors dels Estats Units (Securities and Exchange Commission-SEC) va acusar Goldman Sachs de frau per les hipoteques subprime. La SEC considera que estan al centre del frau Fabrice Tourre, vicepresident de Goldman, i assenyala també a John Paulson, gestor principal del fons d'inversió lliure (hedge fund) Paulson&Co. Es considera a Goldman Sachs un dels actors principals en l'ocultació del dèficit del deute grec.
Goldman Sachs va estar involucrat en l'origen de la crisi financera del 2010 a Grècia, ja que va ajudar a amagar el dèficit dels comptes grecs del govern conservador de Kostas Karamanlís. Concretament Mario Draghi, president del Banc Central Europeu, havia estat vicepresident per a Europa de Goldman Sachs, amb càrrec operatiu, durant el període en què es va practicar l'ocultació del dèficit. De fet, el juny de 2011, Draghi va ser preguntat en el Comitè Econòmic del Parlament Europeu per les seves activitats a Goldman Sachs, amb relació a l'ocultació a Grècia.

## Dades generals
L'any 2006, Goldman Sachs tenia 26.500 empleats a tot el planeta i va reportar guanys per US $ 9,54 mil milions i un rècord de guanys compartides de 19,69 USD. Segons l'informe, la compensació total per empleats el 2006 estava en US $ 622,000. L'actual director executiu oficial és Lloyd C. Blankfein.
Goldman Sachs s'ha vantat de tenir una cultura generosa de remuneracions.
En diverses pel·lícules d'investigació sobre la crisi financera del 2008, entre les quals cal destacar Capitalism: A love story de Michael Moore, ha marcat com una de les responsables de fomentar i canalitzar la crisi per beneficiar els sectors rics.

## Negocis

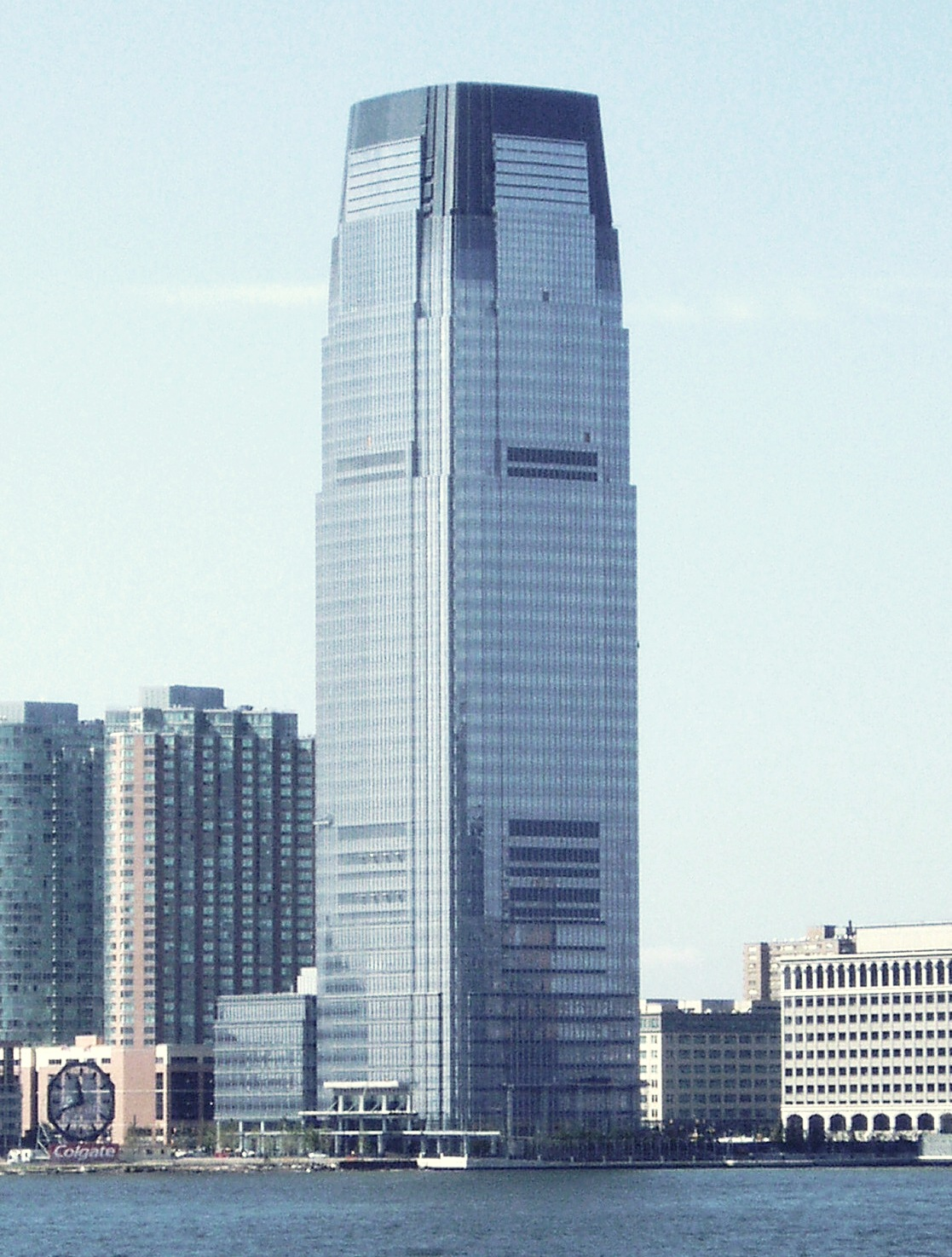
Torre de Goldman Sachs, a Jersey City, Estats Units.

La companyia està dividida en quatre segments de negocis: inversió bancària, comerç, administració d'actius i serveis de seguretat.

### Banca d'Inversió
La banca d'inversió està dividida en dues parts que inclou:
1. Assessoria financera: fusions i adquisicions, investidures, activitats corporatives de la defensa, reestructuració i efectes.
2. Subscripcions: ofertes públiques i col·locació privada d'accions, tot el relacionat amb les accions i els instruments de deute.

Goldman Sachs és un dels bancs líders segons la Taula de la Lliga Financera Thomson. En fusions i adquisicions ha guanyat fama històrica per assessorar clients en ofertes públiques d'adquisició. Per molt temps, durant la dècada dels 80 va ser l'únic gran banc d'inversió amb una política estricta en contra d'ajudar iniciatives d'ofertes públiques d'adquisició, la qual cosa li va donar una immensa reputació a GS.
Aquest primer segment guanya a GS un 15% del seu rèdit.
En els seus inicis Goldman va crear nombroses empreses mitjançant l'emissió d'accions en accions en borsa de valors.

### Comerç i inversions principals
El segment de comerç i inversions principals és el més gran dels tres i el responsable dels més grans interessos. Aquest es divideix en tres àrees:
1. Renda fixa, divises i matèries primeres: comerç a tipus d'interès i productes de crèdit, assegurances d'hipoteques i préstecs, divises i matèries primeres, productes estructurats i derivats.
2. Renda variable: comerç en accions, productes relacionats amb accions, mercat de derivats, productes estructurats i executar el comerç de clients amb accions, opcions financeres i futurs en el mercat internacional.
3. Inversions principals: inversió en el mercat bancari i de fons.

Aquest segment es deriva de les rénditas i beneficis guanyades per l'activitat comercial del banc tant en nom dels seus clients (coneguts com a "comerç flotant") com pels seus propis comptes (conegudes com a "comerç de propietat").
Molta part del comerç fet per GS no és especulatiu sinó més aviat en el terreny de fer ofertes en el procés actuant com creador de mercat. Almenys un 65% de les rénditas i interessos de GS deriven d'aquesta àrea i, tot i anteriors prediccions del banc que deien que aquesta àrea no creixeria tan ràpid com la divisió d'inversió bancària, el cert és que continua sent la principal donant com a resultat l'elecció de Lloyd Blankfein com a president i director oficial d'operacions després de la sortida de John Thain que va passar a dirigir NYSE en reemplaçament de John L. Thornton que va ser a una posició acadèmica en Xina.

### Maneig d'actius i serveis de valors
Quant a la divisió del maneig d'actius i serveis de seguretat, és una de les parts de major creixement econòmic en GS i inclou les següents parts:
- Maneig d'actius: aquest proveeix a grans institucions i personatges benestants amb assessoria financera, planificació de serveis i l'administració de fons comuns, així com de les anomenades inversions alternatives (fons d'inversió lliure, fons de fons, fons de propietat real i fons privats d'accions).
- Els serveis de valors: aquesta divisió ofereix paquets primaris de seguretat financera, serveis financers, seguretat de préstecs a fons d'inversió lliure, fons comuns, fons de pensió, fundacions i individus de gran capital.

Aquest segment va representar el 19% de facturació per GS el 2006. Per al 2006 l'administració d'actius de GS va ser la més gran dels Estats Units amb $ 29.500 milions sota administració.

### GS Capital Partners
GS Capital Partners és la filial d'inversió privada de Goldman Sachs. Aquest ha invertit més de 17 mil milions de dòlars en el lapse dels 20 anys compresos entre 1986 i 2006. El fons més prominent és el fons GS Capital Partners V el qual comprèn més de 8.500 milions de dòlars d'accions.

## Prediccions
El desembre de 2005, quatre anys després del seu informe sobre les emergents economies BRIC (Brasil, Rússia, Índia i Xina), el Goldman Sachs va publicar la seva llista dels "pròxims 11" països en vies d'un notable desenvolupament econòmic tenint en compte els criteris d'estabilitat macroeconòmica, maduresa política, obertura al mercat ia la inversió, polítiques d'inversió i qualitat en l'educació. Els onze països que van reunir aquests criteris van ser els següents: Bangladesh, Egipte, Indonèsia, Iran, Corea del Sud, Mèxic, Nigèria, Pakistan, Filipines, Turquia i el Vietnam.